# Villardefrades
Villardefrades község Spanyolországban, Valladolid tartományban. Villardefrades Urueña, San Cebrián de Mazote, Tiedra, Villavellid, San Pedro de Latarce és Villanueva de los Caballeros községekkel határos. Lakosainak száma 136 fő (2024).

## Népesség
A település népessége az utóbbi években az alábbiak szerint változott:
| Lakosok száma | 229  | 219  | 206  | 197  | 189  | 171  | 168  | 170  | 149  | 136  |
|               | 2001 | 2004 | 2007 | 2009 | 2012 | 2014 | 2017 | 2019 | 2022 | 2024 |